# Movimiento Revolución Ciudadana
El Movimiento Revolución Ciudadana (RC) es un partido político ecuatoriano de tendencia progresista, fundado originalmente con el nombre del Movimiento Fuerza Compromiso Social (FCS), por Iván Espinel. Surgido como plataforma política personal de Espinel, en 2019, el movimiento integró en sus filas al correísmo, que se volvió la facción mayoritaria dentro de la organización política, por lo que, en 2021, el movimiento cambió de nombre y orientación política. Actualmente, funge como brazo político de la corriente política homónima, declarada de orientación de izquierda progresista antineoliberal y es liderada por el expresidente Rafael Correa.

## Historia

### Orígenes y caída de Iván Espinel
En 2010, nace una agrupación llamada Frente Integral de Profesionales por la Salud, conformada por 15 médicos, liderados por Iván Espinel. La agrupación se fue ampliando hacia afuera del sector de la salud, pasando a denominarse Frente Integral de Profesionales en 2012. Para el año siguiente, el colectivo toma el nombre de Fuerza Integral País y finalmente en febrero del 2016, la agrupación política adoptó el nombre de Fuerza Compromiso Social (FCS), con el que fue legalizado por el Consejo Nacional Electoral (CNE), en agosto de aquel año.

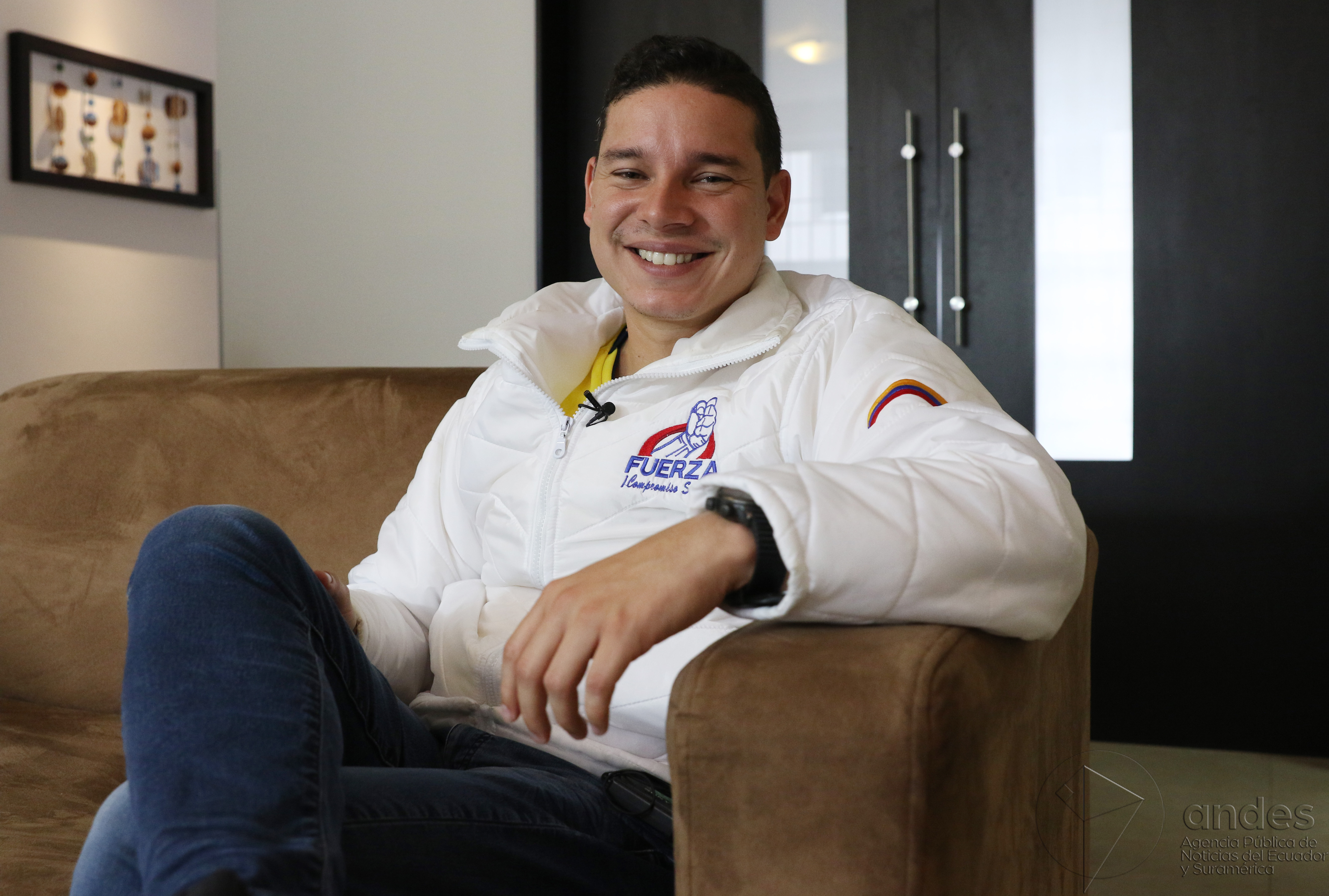
Iván Espinel, fundador y líder de Fuerza Compromiso Social.

Debutó electoralmente en los comicios presidenciales de 2017, con Espinel como su candidato. Espinel llamó la atención durante la campaña, al proponer la pena de muerte para los asesinos y violadores. Aquello, junto con su discurso «anticorrupción», lo posicionaron en el sexto lugar con el 3,18 % de votos. En las paralelas elecciones legislativas FCS no obtuvo ningún escaño. En el balotaje, Espinel y FCS apoyaron a Lenín Moreno, quien resultó electo. 
Es así que, tras la posesión de Moreno, FCS pasó a ser parte del oficialismo, siéndole otorgado a Iván Espinel, el Ministerio de Inclusión Económica y Social como cuota política. Sin embargo, Espinel duró pocos meses en el cargo, puesto que en diciembre de 2017 renunció, en medio de denuncias de corrupción de cuando trabajaba en el Instituto Ecuatoriano de Seguridad Social. Puesto que Espinel manejaba un fuerte discurso «anticorrupción», las denuncias en su contra provocaron fricciones dentro de FCS, principalmente en la Provincia de Guayas, desembocando en una desafiliación masiva del movimiento. Para abril de 2018, Espinel fue arrestado y en noviembre renunció a la presidencia de FCS, asumiendo el cargo, la vicepresidenta Vanessa Freire.

### Llegada del correísmo
Paralelamente, se había producido una ruptura en el movimiento oficialista Alianza PAIS, tras el viraje hacia la derecha neoliberal del gobierno de Lenín Moreno, siendo esto considerado por la facción liderada por el expresidente Rafael Correa, como una traición a su proyecto político, denominado Revolución Ciudadana. El 31 de octubre de 2017, la facción correísta, destituyó a Moreno de la presidencia de PAIS, entregando el liderazgo a Ricardo Patiño y convocando a una convención nacional en la que se expulsó a Moreno del movimiento; no obstante, el CNE ratificó a Moreno en la presidencia de PAIS.
El 16 de enero de 2018, el Tribunal Contencioso Electoral (TCE), ratificó la decisión del CNE, respecto a la directiva de PAIS, por lo que inmediatamente, el expresidente Correa entregó su formulario de desafiliación de PAIS al CNE, seguido por los demás líderes de la facción correísta. Además, el grupo inició el proceso para inscribir un nuevo movimiento político, con el nombre de "Revolución Ciudadana", pero el CNE, se negó a permitirles empezar los trámites, alegando que aquel nombre es usado como eslogan por PAIS (a pesar de que tras la salida de Correa, Moreno nunca lo volvió a utilizar).

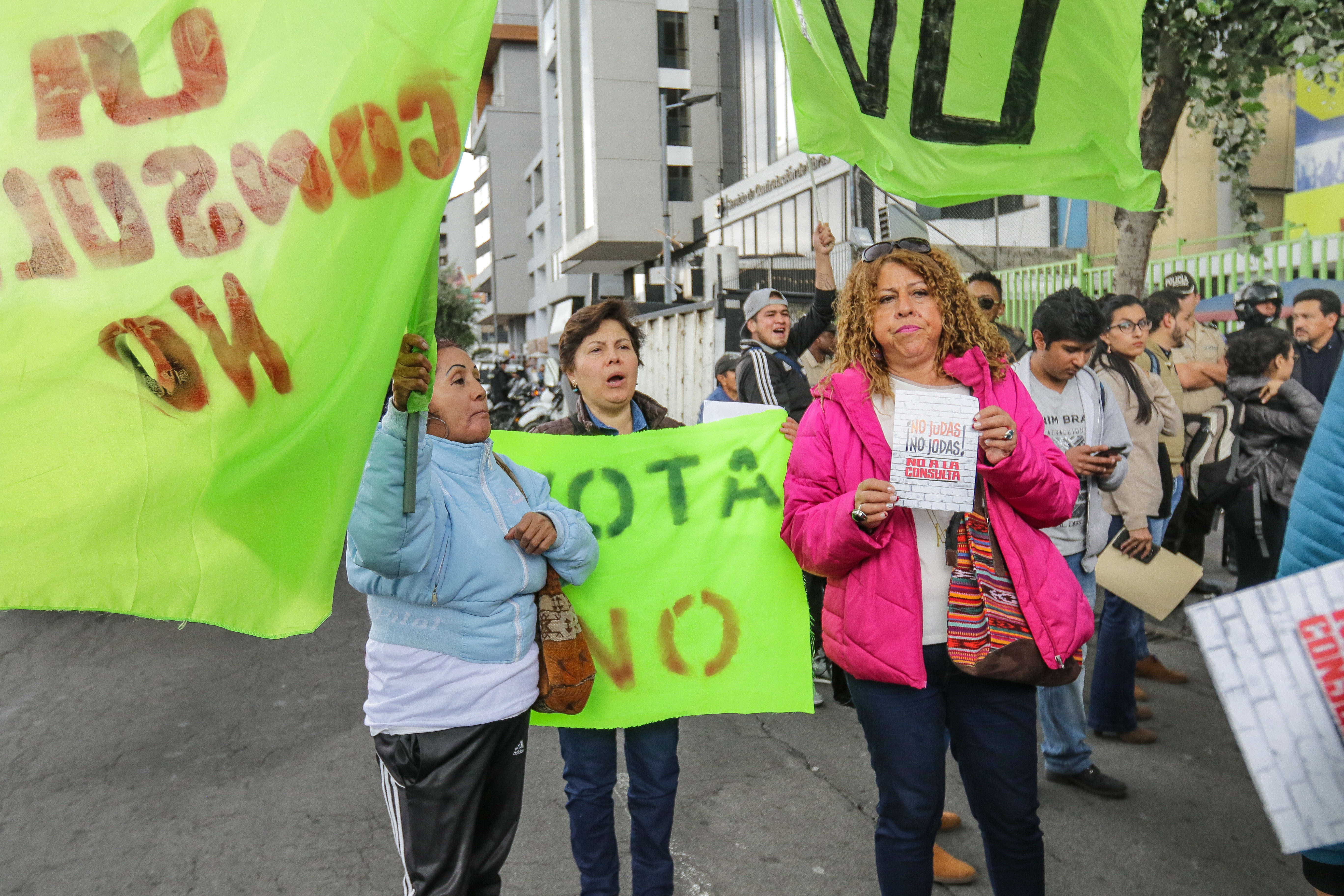
Simpatizantes de Rafael Correa en movilización de desafiliación masiva de Alianza PAIS apoyando el No a la consulta popular de 2018.

Sin bandera política, la Revolución Ciudadana hizo campaña por el No, en la consulta popular de 2018 convocada por Moreno, y apoyada por prácticamente todos los partidos políticos del país, junto con el oficialismo. Para el 23 de febrero, el movimiento cambió de nombre a "Revolución Alfarista", buscando la aprobación del CNE, la cual le fue nuevamente negada, en el marco del lawfare que había iniciado el gobierno de Moreno en contra de sus antiguos aliados. Debido a aquello, el movimiento desistió de inscribir un partido propio y para mayo de 2018, se integraron al  Movimiento Acuerdo Nacional (MANA), tienda política que ya había iniciado el proceso de inscripción en el CNE. Sin embargo, en agosto aparecería una directiva paralela en MANA, liderada por Víctor Hugo Erazo, que era contraria a la integración de la Revolución Ciudadana en el movimiento. Por su parte, el movimiento correísta había empezado el proceso de recolección de firmas para conseguir la legalización de MANA, pero una vez que el CNE desconoció la directiva que apoyaba a la Revolución Ciudadana y reconoció la directiva de la facción de Erazo, se desistió de inscribrir a MANA.
A las puertas de iniciar el proceso electoral para los comicios seccionales de 2019, la Revolución Ciudadana se hallaba sin partido político, lo que hubiese impedido su participación en dichas elecciones. Por tal motivo, se logró un acuerdo con el movimiento Fuerza Compromiso Social, con el que los integrantes de la Revolución Ciudadana pudieron participar bajo aquella lista. Se empezó a utilizar la denominación de Compromiso Social por la Revolución Ciudadana para referirse a la tienda política. En aquellas elecciones, FCS obtuvo las prefecturas de Pichincha y Manabí. En 2020, se condena por «cohecho» en el cuestionado Caso Sobornos 2012-2016 al expresidente Correa, impidiéndole  participar en las elecciones presidenciales de 2021, puesto que iba a ser candidato a vicepresidente. Además de aquello, se intentó impedir la participación de FCS en dichos comicios, puesto que el CNE suspendió del registro electoral al movimiento debido un informe emitido por la Contraloría General del Estado que alertaba sobre supuestas «irregularidades» con las firmas de sus adherentes.
El movimiento denunció aquello como persecución política y para evitar quedar fuera de la contienda electoral, se forjó una alianza con el Movimiento Centro Democrático (CD), en una coalición denominada Unión por la Esperanza (UNES). Dicha alianza anunció la precandidatura de Andrés Arauz para la presidencia de la República y en primera instancia con Rafael Correa como su binomio para la vicepresidencia. Sin embargo, al impedirse la participación de Correa, este fue reemplazado por Carlos Rabascall. Posteriormente, el CNE levantó la suspensión al registro de FCS y ambos movimientos pudieron participar juntos en la papeleta electoral, con Pierina Correa, hermana del expresidente, encabezando la lista de asambleístas nacionales.
En la primera vuelta de dichas elecciones, Arauz obtuvo el primer lugar, con el 32,72 % de los votos, mientras que en las paralelas elecciones legislativas  UNES también quedó en primer lugar, logrando 49 escaños. No obstante, en enero de 2021, la revista colombiana Semana publicó una noticia falsa, en la que aseveraba que el Ejército de Liberación Nacional habría financiado la campaña de presidencial de Andrés Arauz. Inmediatamente, Diana Salazar, fiscal general del Estado, empezó a investigar dicha acusación, basándose únicamente en la publicación de Semana, solicitando apoyo a Francisco Barbosa, Fiscal General de Colombia. A pesar de ya haber sido comprobada la acusación como un bulo, Barbosa viajó a Quito, para entregar a Salazar supuesta evidencia, recibiendo la reunión una amplia cobertura mediática, para manipular la opinión pública y reducir la intención de voto a Arauz. Es así que, a pesar de haber ganado ampliamente en la primera vuelta, Arauz fue superado por Guillermo Lasso en el balotaje. Pasadas las elecciones, ni la prensa, ni Salazar volvieron a hablar del caso.

### Transformación de FCS a RC

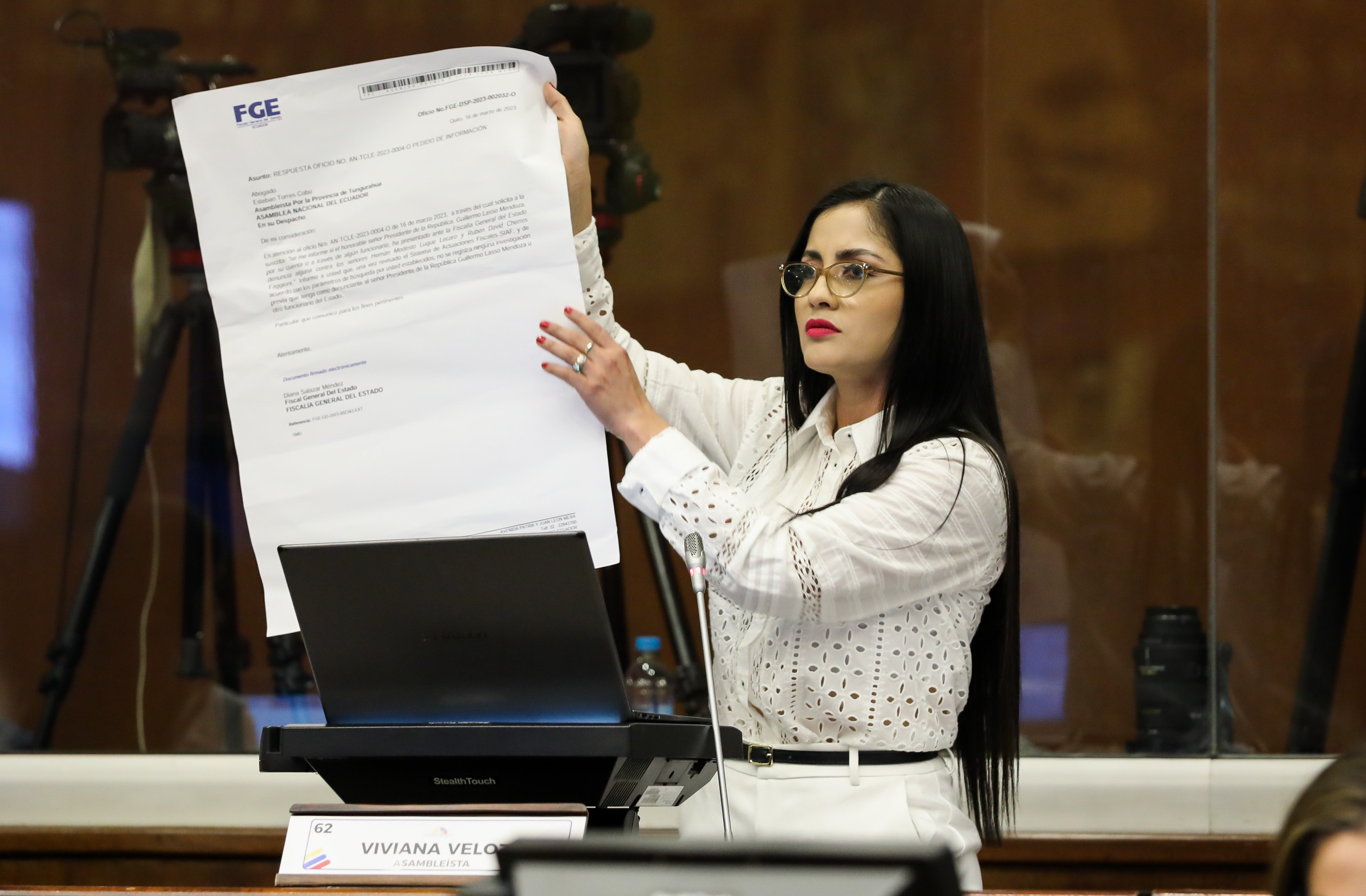
Viviana Veloz durante el juicio político al presidente Guillermo Lasso.

Al integrarse la Revolución Ciudadana en las filas de Fuerza Compromiso Social, se convirtieron en mayoría dentro de dicha tienda política. Es así que para diciembre de 2020, Andrés Arauz fue designado como presidente de FCS. Tras los comicios de 2021, varios de los integrantes originales de Fuerza Compromiso Social, abandonaron el movimiento, por lo que la Revolución Ciudadana convocó a una convención nacional, en agosto de 2021, en la que la tienda política adoptó oficialmente el nombre de Movimiento Revolución Ciudadana, cambiando de imagen, y eligiendo a la exministra Marcela Aguiñaga como su presidenta.
En el gobierno de Guillermo Lasso, fue el principal partido de la oposición, denunciando constantemente los múltiples escándalos de corrupción. Es así que, en el referéndum constitucional de 2023, fue el protagonista de la campaña por el No, que triunfó en las 8 preguntas planteadas por el oficialismo. Aquel referéndum fue realizado junto con las elecciones seccionales de 2023, en la que la RC ratificó ser la primera fuerza política del país, obteniendo 9 prefecturas (entre ellas las de Guayas, Pichincha, Manabí y Azuay) y 50 alcaldías (incluyendo las de Guayaquil, Quito y Santo Domingo). Mientras tanto, en el parlamento, la RC fue la principal impulsora del juicio político de Guillermo Lasso, debido al estallido del Caso Encuentro, que expuso los vínculos del gobierno de Lasso con la mafia albanesa. Para evitar su destitución, Lasso disolvió el parlamento y llamó a elecciones extraordinarias, en la que la RC postuló a Luisa González como candidata presidencial.
Durante la campaña de la primera vuelta, fue asesinado Fernando Villavicencio, candidato presidencial que manejaba un fuerte discurso de odio contra la Revolución Ciudadana, situación que fue aprovechada por la prensa y demás detractores de la RC, para bajar la intención de voto a González, al culpar al movimiento del asesinato, sin prueba alguna. No obstante, Luisa González obtuvo el primer lugar, con el 33,61% de votos, pero en el balotaje fue superada por Daniel Noboa, quien aglutinó todo el voto «anticorreísta». En los comicios parlamentarios, realizados junto a la primera vuelta, la RC consiguió 52 curules, siendo por segunda vez consecutiva la bancada más grande de la Asamblea. 
Después del Balotaje Marcela Aguiñaga renunció a la presidencia del partido el 21 de octubre, dejando la presidencia temporalmente a su vicepresidente Francisco Hidalgo, el 18 de noviembre del 2023 en una convención celebrada en Santo Domingo, Luisa González asumió la presidencia de la Revolución Ciudadana.
El gobierno de Daniel Noboa mantuvo el hostigamiento contra la Revolución Ciudadana, por lo que en abril de 2024, se ordenó asaltar la embajada de México en Ecuador, para capturar al exvicepresidente de Ecuador, Jorge Glas, quien había recibido asilo político por parte de México. Al ser Glas uno de los principales líderes de la RC, el movimiento consideró aquella acción como una clara persecución política en su contra y pidió la dimisión de Noboa. Para octubre de 2024, la Revolución Ciudadana llegó a la presidencia de la Asamblea Nacional, al asumir dicho cargo Viviana Veloz, después de la renuncia del presidente Henry Kronfle.

### Actualidad
Para los comicios presidenciales de 2025, la RC forjó una alianza con el Movimiento RETO, presentando en conjunto la candidatura de Luisa González, mientras que Raúl Chávez (presidente de RETO), encabeza la lista conjunta en las simultáneas elecciones legislativas.

## Ideología
Originalmente, Fuerza Compromiso Social se definía como una organización pública no estatal, política social, soberana, democrática e independiente; y declarándose alejada de las ideologías de izquierda y derecha, autodenominándose de centro político. Con unión a este de simpatizantes de la denominada Revolución Ciudadana se ha hecho evidente la afinidad al socialismo del siglo XXI que guio el gobierno de Rafael Correa.
Tras la llegada del correísmo, el partido se reestruturó, teniendo en la actualidad una ideología de izquierda progresista. Asimismo, el Movimiento Revolución Ciudadana se opone al neoliberalismo y al imperialismo, teniendo una afinidad con los movimientos y gobiernos progresistas de Latinoamérica.

## Directiva
| Movimiento Fuerza Compromiso Social | Movimiento Fuerza Compromiso Social | Movimiento Fuerza Compromiso Social               | Movimiento Fuerza Compromiso Social | Movimiento Fuerza Compromiso Social |
| Presidente                          | Presidente                          | Periodo                                           | Vicepresidente                      | Ref.                                |
| ----------------------------------- | ----------------------------------- | ------------------------------------------------- | ----------------------------------- | ----------------------------------- |
|                                     | Iván Espinel                        | 18 de agosto de 2016 - 18 de diciembre de 2018    | Vanessa Freire                      |                                     |
|                                     | Vanessa Freire                      | 18 de diciembre de 2018 - 20 de diciembre de 2020 | Vacante                             | [ 60 ]                              |
|                                     | Andrés Arauz                        | 20 de diciembre de 2020 - 22 de mayo de 2021      | Raisa Corral                        | [ 61 ]                              |
|                                     | Raisa Corral                        | 22 de mayo de 2021 - 28 de agosto de 2021         | Vacante                             | [ 62 ]                              |

| Movimiento Revolución Ciudadana | Movimiento Revolución Ciudadana | Movimiento Revolución Ciudadana                 | Movimiento Revolución Ciudadana | Movimiento Revolución Ciudadana | Movimiento Revolución Ciudadana | Movimiento Revolución Ciudadana | Movimiento Revolución Ciudadana |
| Presidente                      | Presidente                      | Periodo                                         | Vicepresidente                  | Secretario                      | Convenciones                    | Convenciones                    | Convenciones                    |
| Presidente                      | Presidente                      | Periodo                                         | Vicepresidente                  | Secretario                      | #                               | Fecha                           | Lugar                           |
| ------------------------------- | ------------------------------- | ----------------------------------------------- | ------------------------------- | ------------------------------- | ------------------------------- | ------------------------------- | ------------------------------- |
|                                 | Marcela Aguiñaga                | 28 de agosto de 2021 - 18 de octubre de 2023    | Francisco Hidalgo               | David Villamar                  | I                               | 28 de agosto de 2021            | Montecristi                     |
| II                              | Marcela Aguiñaga                | 28 de agosto de 2021 - 18 de octubre de 2023    | Francisco Hidalgo               | David Villamar                  | 30 de julio de 2022             | Virtual                         |                                 |
| III                             | Marcela Aguiñaga                | 28 de agosto de 2021 - 18 de octubre de 2023    | Francisco Hidalgo               | David Villamar                  | 10 de junio de 2023             | Portoviejo                      |                                 |
| Francisco Hidalgo Franco        | Francisco Hidalgo Franco        | 21 de octubre de 2023 - 18 de noviembre de 2023 | Vacante                         | David Villamar                  | Sucesión                        | Sucesión                        | Sucesión                        |
|                                 | Luisa González                  | 18 de noviembre de 2023 - Presente              | Alexandro Tonello               | Andrés Arauz                    | IV                              | 18 de noviembre de 2023         | Santo Domingo                   |

## Resultados electorales

### Elecciones presidenciales
|  | 3.18 % |

|  | 32.72 % |

|  | 47.64 % |

|  | 33.61 % |

|  | 48.17 % |

|  | 44.00 % |

|  | 44.37 % |

### Elecciones legislativas
|  | 1.87 % |

|  | 32.21 % |

|  | 39.88 % |

|  | 41.32 % |

### Parlamentarios Andinos
|  | 2.43 % |

|  | 32.96 % |

|  | 42.26 % |

### Elecciones seccionales
|  | 8.70 % |

|  | 0.00 % |

|  | 36.70 % |

|  | 23.06 % |